# Liste des intercommunalités de Vaucluse

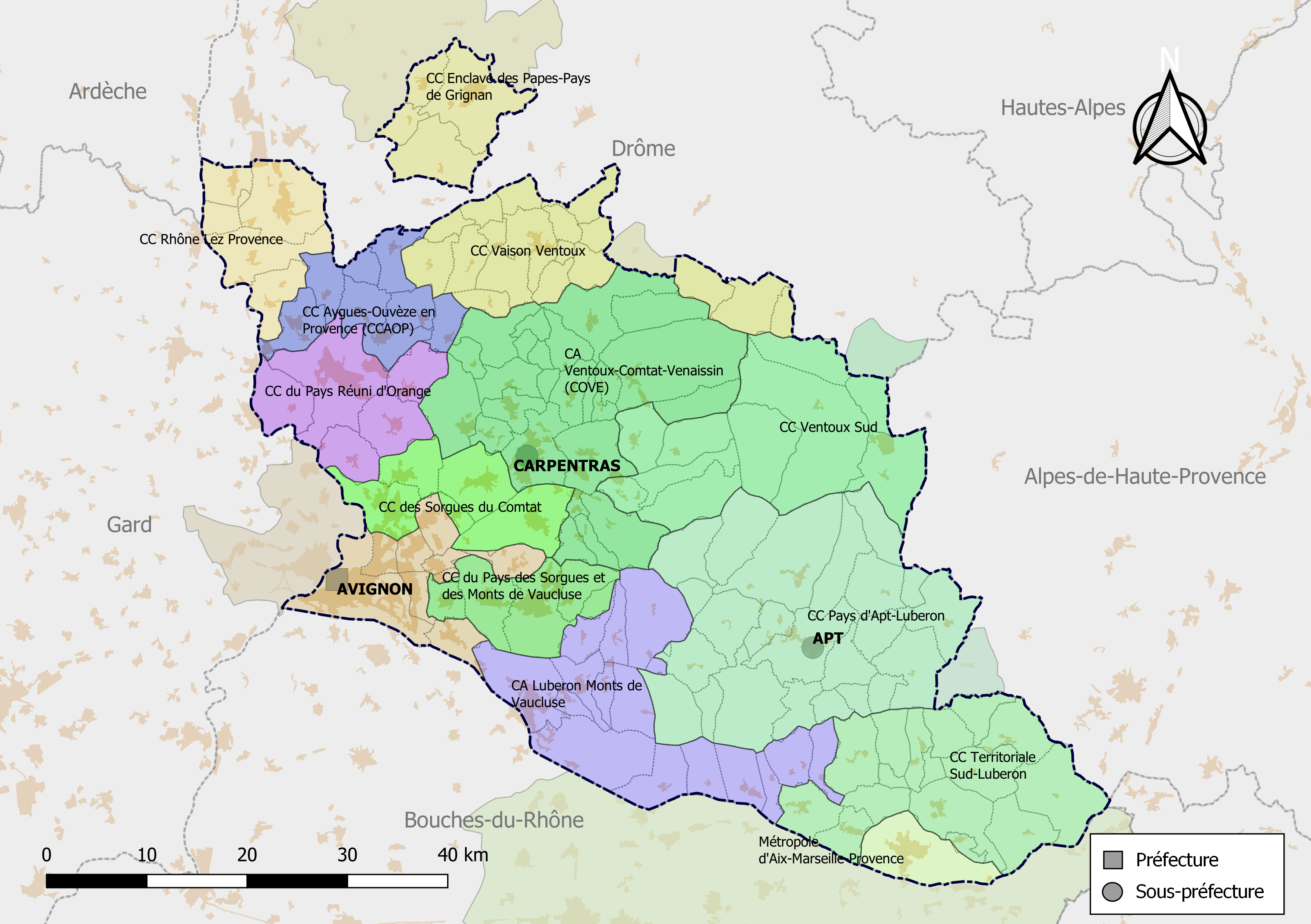
Carte des EPCI de Vaucluse au 1er janvier 2019.

Le département de Vaucluse compte 4 communauté d'agglomération et 9 communautés de communes. Une commune du département fait partie d'une métropole dont le siège se situe dans les Bouches-du-Rhône.

## Intercommunalités à fiscalité propre
Au 1er janvier 2022, le département de Vaucluse compte 13 établissements publics de coopération intercommunale à fiscalité propre dont le siège est dans le département (4 communautés d'agglomération et 9 communautés de communes), dont 5 qui sont interdépartementaux. Par ailleurs la commune de Pertuis fait partie d'une intercommunalité dont le siège est situé hors du département de Vaucluse.
| Forme juridique                                           | Nom                                             | no SIREN  | Date de création  | Nombre de communes                           | Population (der. pop. légale) | Superficie (km2) | Densité (hab./km2) | Siège                        | Président              |
| --------------------------------------------------------- | ----------------------------------------------- | --------- | ----------------- | -------------------------------------------- | ----------------------------- | ---------------- | ------------------ | ---------------------------- | ---------------------- |
| Communauté d'agglomération                                | CA du Grand Avignon                             | 248400251 | 31 décembre 2000  | 16 (dont 7 dans le Gard)                     | 194 858 (2021)                | 302,60           | 644                | Avignon                      | Joël Guin              |
| Communauté d'agglomération                                | CA Ventoux-Comtat Venaissin                     | 248400053 | 1er janvier 2003  | 25                                           | 71 956 (2021)                 | 511,60           | 141                | Carpentras                   | Jacqueline Bouyac      |
| Communauté d'agglomération                                | CA Luberon Monts de Vaucluse                    | 200040442 | 1er janvier 2014  | 16                                           | 55 007 (2021)                 | 356,40           | 154                | Cavaillon                    | Gérard Daudet          |
| Communauté d'agglomération                                | CA Les Sorgues du Comtat                        | 248400293 | 24 octobre 2001   | 5                                            | 50 385 (2021)                 | 154,70           | 326                | Monteux                      | Christian Gros         |
| Communauté de communes                                    | CC Pays d'Orange en Provence                    | 248400236 | 30 décembre 1993  | 5                                            | 44 941 (2021)                 | 189,10           | 238                | Orange                       | Yann Bompard           |
| Communauté de communes                                    | CC du Pays des Sorgues et des Monts de Vaucluse | 248400319 | 28 décembre 2001  | 5                                            | 33 735 (2021)                 | 121,50           | 278                | L'Isle-sur-la-Sorgue         | Pierre Gonzalvez       |
| Communauté de communes                                    | CC Pays d'Apt-Luberon                           | 200040624 | 1er janvier 2014  | 25 (dont 1 dans les Alpes-de-Haute-Provence) | 28 577 (2021)                 | 635,70           | 45                 | Apt                          | Gilles Ripert          |
| Communauté de communes                                    | CC Territoriale Sud-Luberon                     | 248400285 | 29 septembre 2000 | 16                                           | 25 489 (2021)                 | 364,90           | 70                 | La Tour-d'Aigues             | Robert Tchobdrenovitch |
| Communauté de communes                                    | CC Rhône Lez Provence                           | 200000628 | 21 novembre 2005  | 5                                            | 24 003 (2021)                 | 150,10           | 160                | Bollène                      | Anthony Zilio          |
| Communauté de communes                                    | CC Enclave des Papes-Pays de Grignan            | 200040681 | 1er janvier 2014  | 19 (dont 15 dans la Drôme)                   | 22 728 (2021)                 | 366,70           | 62                 | Valréas                      | Patrick Adrien         |
| Communauté de communes                                    | CC Aygues Ouvèze en Provence                    | 248400160 | 31 décembre 1992  | 8                                            | 20 045 (2021)                 | 142,20           | 141                | Camaret-sur-Aigues           | Julien Merle           |
| Communauté de communes                                    | CC Vaison Ventoux                               | 248400335 | 1er janvier 2003  | 19 (dont 1 dans la Drôme)                    | 16 704 (2021)                 | 273,80           | 61                 | Vaison-la-Romaine            | Jean-François Perilhou |
| Communauté de communes                                    | CC Ventoux Sud                                  | 200035723 | 1er janvier 2013  | 11 (dont 1 dans la Drôme)                    | 9 556 (2021)                  | 400,80           | 24                 | Sault                        | Max Raspail            |
| Intercommunalité dont le siège est situé hors département |                                                 |           |                   |                                              |                               |                  |                    |                              |                        |
| Métropole                                                 | Métropole d'Aix-Marseille-Provence              | 200054807 | 1er janvier 2016  | 92 (dont 1 dans la Vaucluse)                 | 1 911 311 (2021)              | 3 149,20         | 607                | Marseille (Bouches-du-Rhône) | Martine Vassal         |

## Anciennes intercommunalités
| Nom de l'intercommunalité | Siège      | Date de création | Date de disparition | Nombre de communes | Remarques  |
| ------------------------- | ---------- | ---------------- | ------------------- | ------------------ | ---------- |
| Portes du Luberon         | Cadenet    | 2002             | 2016                | 7                  |            |
| Pays d'Apt                | Apt        | 1992             | 2013                | 15                 | [ Note 1 ] |
| Coustellet                | Maubec     | 1993             | 2013                | 5                  |            |
| Pont Julien               | Roussillon | 1992             | 2013                | 8                  |            |
| Enclave des Papes         | Grillon    | 31 décembre 1992 | 2013                | 4                  |            |
| Pays de Sault             | Sault      | 30 décembre 1992 | 2013                | 5                  |            |
| Terrasses du Ventoux      | Mormoiron  | 30 décembre 1992 | 2013                | 5                  |            |
| Vallée du Tourenc         | Savoillan  | 21 décembre 1993 | 2008                | 3                  |            |